# Запорізьке (Волноваський район)
Запорі́зьке — село Мирненської селищної громади Волноваського району Донецької області, Україна. Населення становить 85 осіб.

## Географія
Селом тече Балка Попова.

## Загальні відомості
Відстань до Бойківського становить 36 км і проходить переважно автошляхом Т 0512. Село межує з територією с. Новоолексіївка Волноваського району Донецької області.

## Населення
За даними перепису 2001 року населення села становило 85 осіб, із них 30,59 % зазначили рідною мову українську та 69,41 % — російську.